# Nkana FC
Nkana FC je fotbalový klub se sídlem v Kitwe v Zambii. Je jedním z nejúspěšnějších v zemi. Týmu se říká "rudí ďáblové" a ďábel ve znaku Nkany kopíruje ďábla ve znaku Manchesteru United.

## Historie
Nkana FC je jedním z nejstarších fotbalových klubů Zambie, který byl založen v roce 1935. Klub byl založen pod názvem Rhokana United FC, než se změnil na Nkana Red Devils.
Nkana měla nejlepší období během 80. a počátku 90. let, vyhrála devět ligových titulů v letech 1982 až 1993.  Tehdy zde trénoval Moses Simwala.  V roce 1990 byli ve finále v Africkém poháru mistrů, jako jediný zambijský tým v historii. Po výsledcích 0:1 a 1:0 prohráli až na penalty. Při letecké katastrofě zambijské reprezentace v roce 1993 zemřela řada hráčů Nkany.
Nkana sestoupila z nejvyšší soutěže poprvé ve své historii v roce 2004 a jejich období ve 2. lize bylo sužováno finančními problémy.  Nicméně Nkana se vrátila do nejvyšší soutěže v roce 2007. 
Rivalem Nkany je Power Dynamos FC ze stejného města.

## Úspěchy
- Zambijská liga: 13
  - 1982, 1983, 1985, 1986, 1988, 1989, 1990, 1992, 1993, 1999, 2001, 2013, 2020

- Zambijský pohár: 6
  - 1986, 1989, 1991, 1992, 1993, 2000